# Konstantin Päts
Konstantin Päts (;sinh ngày 1 tháng 10 năm 1874năm 1956) là chính khách người Estonia. 
Ông là một chính trị gia có ảnh hưởng nhất của giữa hai cuộc chiến Estonia, và 5 lần làm nguyên thủ quốc gia của Estonia. Ông là một trong những người Estonia đầu tiên trở thành hoạt động chính trị và bắt đầu một đối thủ chính trị gần 40 năm với Jaan Tõnisson, đầu tiên thông qua báo chí với tờ báo của mình Teataja, sau đó thông qua chính trị. Ông bị kết án tử hình trong cuộc cách mạng 1905 nhưng đã có thể chạy trốn đầu tiên đến Thụy Sĩ, sau đó đến Phần Lan, nơi ông tiếp tục công việc văn chương của mình. Ông trở lại Estonia, nhưng đã phải dành nhiều thời gian ở trong tù trong 1910-1911.
Năm 1917, Päts đứng đầu chính quyền tỉnh của Xứ tự trị Estonia, nhưng đã buộc phải hoạt động ngầm sau khi Cách mạng Tháng Mười. Vào ngày 19 Tháng Hai 1918, Päts đã trở thành một trong ba thành viên của Ủy ban Cứu quốc Estonia đưa ra Tuyen ngôn độc lập Estonia vào ngày 24 tháng Hai. Konstantin Päts đứng đầu chính phủ lâm thời Estonia (1918-1919), mặc dù ông bị giam giữ trong nửa thứ hai thời kỳ Đức chiếm đóng. Trong Chính phủ lâm thời, ông cũng từng là Bộ trưởng Bộ Nội vụ (1918) và Bộ trưởng Bộ chiến tranh (1918-1919) để anh tổ chức quân đội Estonia cho cuộc chiến tranh giành độc lập.

## Tiểu sử
Konstantin Päts sinh ngày 23 tháng hai [O.S. 11 tháng 2] 1874 gần Tahkuranna. Theo người dân địa phương, cậu bé đã được sinh ra trong một nhà kho của một trang trại bên đường, vì mẹ mình không thể đến bác sĩ kịp thời.. Cậu bé được rửa tội trong Giáo hội Chính Thống Tahkuranna. Konstantin bắt đầu việc học của mình tại trường giáo xứ Chính Thống Tahkuranna. Trong Pärnu, Konstantin học tại trường giáo xứ ngôn ngữ chính thống của Nga. Sau đó, anh đã tham dự Hội thảo văn phòng Riga trong 1887-1892, nhưng sau khi quyết định không trở thành một linh mục, ông để lại cho các trường trung học ở Pärnu.
Từ 1894-1898, anh đã theo học Khoa Luật của Đại học Tartu, anh tốt nghiệp bang luật. Sau khi tốt nghiệp, vỗ phục vụ trong Trung đoàn bộ binh 96 của Nga Omsk ở Pskov và được thăng ensign. Sau khi từ chối một sự nghiệp học tập tại Tartu, ông chuyển đến Tallinn vào năm 1900, để bắt đầu một sự nghiệp chính trị.